# سفارة كازاخستان في المملكة المتحدة
سفارة كازاخستان في المملكة المتحدة هي أرفع تمثيل دبلوماسي لدولة كازاخستان لدى المملكة المتحدة. تقع السفارة في لندن وهي تهدف لتعزيز المصالح الكازاخستانية في المملكة المتحدة.

## وصلات خارجية
- قائمة سفارات كازاخستان
- قائمة السفارات في المملكة المتحدة